# ジュリアス・ソーパー
ジュリアス・ソーパー（英: Julius Soper、1845年2月15日 - 1937年2月5日、ジュリアス・ソーパルとも）は、米国メソジスト監督教会宣教師、青山学院大学前身の耕教学舎の創設者、青山学院神学部の部長、教授。明治から大正期の日本に2期にわたって暮らし、2度目の来日後、1895年から離日までキリスト教の教育に専念した。キリスト教関連の多くの出版物を日本語に訳したと伝わる。

## 人物
1845年、メリーランド州に生まれ、ドルー神学校卒業。米国メソジスト監督教会で按手礼を受け、1873年J・C・デイヴィソン夫妻と共に来日する。来日の翌年には津田仙の経営する麻布の「学農社」を説教所として日曜礼拝と日曜学校を開始。津田仙をはじめ400人に洗礼を授けている。入信者には慶応義塾初代塾長の古川正雄もいた。
1880年(明治13年)には医師の志田良硯に招かれて、山形県天童市に赴き伝道を始め、天童町大字天童小畑甲（現・天童市）に天童美以教会を、1882年に山形教会を設立した。
築地にあった「耕教学舎」の実質的な設立者でもある。青山学院の源流でもある同校では、英学と漢学を教授していた。青山学院神学部の教授（1896年から1911年）、同学部長（1901年から年1908年）を務めた。また、メソジスト監督教会の東京・横浜・函館連回区などの長老司も務めるなど、日本のメソジスト関係の諸機関の基礎作りに大きな貢献を果たした人物である。
日米のメソジスト監督教会を結び、2度の滞日の後半は日本代表としてアメリカに出張する機会を2回得た。握手を交わしたアメリカ大統領は第15代ジェームズ・ブキャナン、第16代エイブラハム・リンカーン、第18代ユリシーズ・グラント、第22・24代グロバー・クリーブランド、第25代ウィリアム・マッキンリーの5名である。
1937年に母国で死去、91歳没。カリフォルニア州グレンデール市にあるフォレストローン墓地 (wikidata)に埋葬された。

## 生涯
1845年2月15日、メリーランド州プールズビル生まれのソーパーはジョージタウン大学（ワシントンD.C.）からドルー神学校に進む。1867年に卒業、宣教師として働くと、1873年に米国メソジスト監督教会ボルチモア年会（英語）で按手礼を受けている。同年5月20日、神学校で同期のJ・C・デイヴィソンの妹で宣教師のマリー（メアリー）・フランシス・デイヴィソン(Mary Frances Davison)と結婚、この時、義兄となるジョンもMary Elizabeth Stoutと結婚式を挙げた。
2組の夫妻は同年8月8日、共に来日すると東京で伝道活動につき、ソーパーの妻のメアリーも宣教師として働き始める。明治政府はこの1873年(明治6年)、キリスト教の信仰を許したばかりで、アメリカ、イギリス、カナダ、ドイツ、ロシアから宣教師が入国し始めていた。この頃、ソーパーと同じ教派の宣教師スクーンメーカーは築地に女子学生のための学校を建てようとしていた。英語ができた津田仙(1837年-1908年)はソーパーに助力を頼まれる。津田は杉田玄瑞と外国奉行通弁役(1861年)として同期だったり、蕃書調所の代表を手伝った経歴を買われ、ウィーン派遣から戻って間もなかった。ごく短期間、一緒に働いた新島㐮を介してプロテスタントに理解もあり、それぞれ外国人の滞在手続きや国籍取得の相談に乗っていた。そこで依頼を引き受けたものの生徒集めに苦心した末、自分の妻初子や娘、妻の友人ら5人だけ女性を揃える。スクーンメーカーは麻布の津田宅の隣家を借りて女子小学校を開校する。
農業改革を目指した津田はその翌1875年、西洋野菜の種苗を育てる圃場と通信販売、知識を伝える出版に取り組もうと「学農社」を麻布に設け、農学校開学の準備を進めた。ソーパーは同社の休業日に施設を借り受けると、説教所「農学舎」として日曜礼拝と日曜学校を開始する。津田本人をはじめ400人に洗礼を授け、入信者には慶応義塾初代塾長でやはりプロテスタントに関心を寄せた古川正雄もいた。1度めの離日の1883年、全国の受洗者総数は6598人とされる。
この間に、ソーパーの家庭では1874年7月7日に娘が生まれレナ・イザベル(Lena Isabel Soper)と名づけるが、1歳を過ぎた翌1875年9月4日に夭逝した。10月2日には築地美以教会が建つ(後の銀座教会)。次の年のやはり7月に長男エドマンド・デイヴィソンが誕生する。ソーパーは1877年に横浜でアメリカ市民とオランダ市民の結婚式に立ち会っている。
青山学院の源流のひとつ「耕教学舎」を1878年に築地居留地に開くと（校長は西山礼輔・菊地卓平）、男子学生を募集して英学と漢学を教授していた。1879年の初め、東京都心の京橋区から出火した1月26日の火事は隅田川を越えて深川まで延焼、火元の東隣の築地居留地はほとんどの教会堂が火に飲まれ、ソーパーたちのメソジスト監督教会と牧師館、宣教師の寄宿先も焼け落ちた。ソーパー牧師と宣教師（ホワイティング、ホルブルック、スペンサー）、またアメリカから到着し牧師館に寄留していたチャールズ・ビショップ牧師は私物を焼失し、いっさい保険をかけていなかったこと、建物は一部、保険の対象だったことがイギリス系の英字新聞『ノースチャイナ・ヘラルド』(北華捷報（中国語）（wikidata）) の報道で伝わっている。居留地を焼け出されたどの宣教団も、被災者の救護にかかりきりの中、前年6月11日生まれのソーパーの二男ジェームス・プレストン(James Preston Soper)は2月2日に夭逝。ホワイティングやスクーンメーカーらはやがて、学校再建の道を手探りすることになる。
明けて1880年、医師の志田良硯の招きに応じて山形県天童市に移ったソーパーは、高橋雲岱と共に伝道を始める。天道町大字天童小畑甲に天童美以教会(現・日本基督教団天童教会)を設け、翌年、転任先の横浜で二女エセル・モードを4月15日に授かる。東京には1882年に戻り、山形教会(現・日本基督教団山形本町教会)の献堂を見届けて、大阪の超教派プロテスタント会議の/予稿集に寄稿し、1883年にソーパーは家族を連れてアメリカに帰国する。アメリカでは1884年8月1日生まれの三女ネリー・ウィニフレッド(Nellie Winifred Soper)が同11月23日に夭逝。

### 2度目の滞日
1886年、再び東京に赴任したソーパーは、1890年以降、日本の全国禁酒運動と密接に結びついていく。おりしも大日本帝国憲法が公布され（1889年2月11日）、奉祝大行列を目撃したり、1905年秋、戦場から帰朝した東郷平八郎と上村彦之丞の凱旋式典では日比谷公園の特設会場に招かれている。
1892年から1895年にわたる北海道赴任を含め、メソジスト監督教会に関連して伝道活動を務めたソーパーは、1896年に東京に戻ると青山学院神学部の教授職に就き、しばらく同学部長を務め（1901年–1908年）、退官前は教授に専念する。
この期間に1892年と1900年の2回アメリカに出かけると、日本を代表してメソジスト監督教会宣教会年次会議ならびにアメリカ全国総会に参加した。2回目の時は4月にエキュメニカル・ミッション会議に出席した（ニューヨーク）。

### 後半生
1911年にアメリカに帰国したソーパーは、カリフォルニア州のグレンデールに赴任し1914年からノース・グレンデール・メソジスト監督教会の牧師となり、1919年に引退する。妻メアリーには1927年7月20日に先立たれ、ソーパー自身は1937年2月5日に永眠。メリーランド州ではなく終焉（しゅうえん）の地に埋葬された。

### 記念碑
青山学院大学青山キャンパスにはソーパーの功績を記念し、石碑が建立されている。後背は登録有形文化財「ベリーホール」がたたずむ。

## 主な著作
- Soper, Julius (1871-07-25) (英語), Little Falls Mission M.E. Church, under the auspices of the Dumbarton St. M.E. Church, Georgetown., D.C.: holograph, OCLC 51179928 手稿、アーカイブ資料。ソーパーが記録した説教所開設の芳名録。ジョージタウン市リトルフォールズのメソジスト監督教会宣教師は、伝道の場を間借りの説教所からチェーンブリッジ橋のほとりに建てた自前の礼拝所へ移す。その経緯と、ダンバートン街の支援者の名簿（寄付者、評議員、建設委員会と宣教師）。
- ビンネー※1『天道総論 増補』ソーパル※２、小林謙一郎（共訳）、東京農書館、1882年（明治15年）、マイクロフィッシュ、インターネット公開。国立国会図書館書誌ID:000000467600、doi:10.11501/824892。※1＝Binney, Thomas (1798年-1874年)。※2＝肩書きは米国牧師。
- 本多庸一 等（訳・編）『メソジスト監督教会教理及び条例（全）』、メソジスト出版舎、1894年（明治27年）。インターネット公開、国立国会図書館書誌ID:000000467868、doi:10.11501/825188。注記：英文標題紙にジュリアス・ソーパル訳と記載あり。

## 洗礼を受けた著名人
1875年に「キリスト教界の三傑」ともうたわれる津田仙とその妻初子に洗礼を授けている。

### 日本語資料
- 外史（編纂）「五月廿五日 ◯ 第六十八号　邏卒番人同様ノ働ヲナセシ者賞與取計ヒ」『明治七年 太政官布告書 太政官達書』 五、山中市兵衛 ほか、1874年。コマ番号0049.jp2-0050.jp2、doi:10.11501/2938284、インターネット公開。
- ジャン・W・クランメル（編）『来日メソジスト宣教師事典 : 1873-1993年』教文館、1996年2月25日。国立国会図書館書誌ID:000002491852、ISBN 4-7642-4019-X。Krummel, John William。
- 『恩師ソーパル博士』関根要八（編）、関根要八、1938年（昭和13年）。doi:10.11501/1227786。国立国会図書館書誌ID:000000707187。国立国会図書館内/図書館送信。追悼文集[注釈 7]。

- - 「一　伝記」 (コマ番号0021.jp2)
  - 「略歴」 3頁- (コマ番号0022.jp2-)
  - 山鹿旗之進「ソーパルと日本メソヂスト教会」6頁- (コマ番号0024.jp2-)
  - 「二　追憶」頁- (コマ番号0044.jp2-0080.jp2-)
  - 「三　書簡」頁- (コマ番号0082.jp2-)

- 東京都都政史料館『東京の英学』東京都都政史料館、東京〈東京都史紀要 ; 第16巻〉、1959年、117-130 (0068.jp-074.jp2)頁。doi:10.11501/9524726。、国立国会図書館／図書館送信参加館内公開（謄写版）。第5章「§ミッション関係女子学校」、第8章「外人教師の片影」
- 並松信久「明治期における津田仙の啓蒙活動 : 欧米農業の普及とキリスト教の役割」『京都産業大学論集. 社会科学系列』第30巻、京都産業大学、2013年3月、85-122頁、CRID 1050845762948696832、hdl:10965/890、ISSN 02879719、2023年12月11日閲覧。
- 守部 喜雅『日本宣教の夜明け』マナブックス、いのちのことば社 (発売)、2009年。 NCID BA90109383。ISBN 9784264026389。
- Who's who in the Far East, 1906-7. 香港: en:China mail. (1906-07). p. 316 2021年9月28日閲覧。

### 洋書
- “Marriage Announcement 1” (英語). Supreme Court & Consular Gazette. 上海: The North-China Herald (1870-1941). (1877年11月8日). p. 413  ProQuest 1320098754。横浜でソーパーがつかさどった結婚式の告知。
- . Supreme Court & Consular Gazette“Great Fire in Tokyo” (英語). The North-China Herald (1870-1941) (上海):  pp. 33-34. (1880年1月15日)  ProQuest 1321186089。木造の街と言われた東京は耐火性が低いと警鐘を鳴らされながら、1872年、1870年、そしてこの度は1879年初春に大火に見舞われた。
- “Notices of Recent Publications”. The Chinese Recorder and Missionary Journal (1868-1912) (上海) (1884年3月1日版):  143-144. (1884年3月2日). ProQuest 1416436960。マイクロフィルム版、1868年-、NCID AA00132834。「新刊案内」の書名はThe Osaka Conference. 超教派の全国プロテスタント宣教師会議の予稿集（1883年4月大阪開催）。横浜：Meiklejohn & Co.、1883年発行。ソーパーは「Sabbath Schools; How to develop and conduct them」（日曜学校を開き、続ける方法）と題して寄稿した。
- Meiklejohn's Japan directory  横浜 : R.Meiklejohn & Co. 1899年版、1902年版。マイクロ、全国書誌番号:41023186。